# Marcel Afeltowicz
Marcel Afeltowicz (ur. 5 października 2000) – polski koszykarz grający na pozycji rzucającego obrońcy.

## Osiągnięcia
Stan na 3 lipca 2020.

### Drużynowe
Seniorów
- Mistrz Polski (2018)

Młodzieżowe
- Mistrz Polski młodzików (2014)
- Brązowy medalista mistrzostw Polski kadetów (2016)
- Uczestnik mistrzostw Polski:
  - juniorów starszych (2017, 2018, 2019)
  - młodzików (2013, 2014)